# Daniel Boudinet
Pour les articles homonymes, voir Boudinet.
Daniel Boudinet, né en 1945 et mort en 1990, est un photographe français.

## Biographie
Daniel Boudinet est né le 20 février 1945 à Paris. Il pratique la photographie à partir de 1969.
Il meurt à Paris le 12 août 1990 à l'âge de 45 ans,.

## Photographies
Roland Barthes a choisi une des photographies de Daniel Boudinet pour ouvrir La Chambre claire ; en 1977, la revue Créatis publie dans son numéro 4 des photographies de Daniel Boudinet avec un texte de Roland Barthes.

## Livres de photographies
- Bagdad-sur-Seine, Paris, Fayard, 1973.
- Bomarzo, texte de René Fouque, Paris, éditions Stil, 1977[6].
- En Alsace, texte de René Ehni, Strasbourg, Bueb et Reumaux, 1979, 79 p. (Aperçu en ligne).

## Expositions

### Expositions personnelles
- 1977 : Galerie La Remise du Parc, Paris[1],[7].
- 20 septembre - 13 décembre 1987 : Daniel Boudinet : un pays, ou 9 vues du jardin de Ian Hamilton Finlay, Fondation Cartier pour l'art contemporain, Jouy-en-Josas[8].
- février - avril 1993 : Daniel Boudinet, Palais de Tokyo, Paris[9],[10].
- 16 juin - 28 octobre 2018 : Daniel Boudinet. Le temps de la couleur, Château de Tours, exposition organisée par le Jeu de paume à Paris, la Médiathèque de l'architecture et du patrimoine et la Ville de Tours[11],[12],[13].

### Expositions collectives
- 1977: Tendances actuelles de la photographie en France, Musée d'art moderne de la ville de Paris[1].
- 2006 : Poétique de la ville : Paris, signes et scénarios, Hôtel de Sully, Paris[14]